# Palpita innotata
Palpita innotata là một loài bướm đêm trong họ Crambidae.